# 中世紀美學
中世紀美學（英語：Medieval aesthetics）屬於基督教神學，主張「上帝至美」。

## 主要思想家
- 奧古斯丁：美是整體和諧加上一種悅目的顏色 論美與適宜
- 托马斯·阿奎纳：吸收亞里斯多德的經驗哲學，較少神祕色彩，審美判斷離不開感官和審美主體，視覺與聽覺；仍為教會服務。
- 但丁：追隨前者托马斯，強調神學的美學。